# ياكوب كوالسكي
ياكوب كوالسكي (بالبولندية: Jakub Kowalski)‏ (9 أكتوبر 1987 بولندا - ) هو لاعب كرة قدم بولندي، يلعب كلاعب وسط، لعب 164 مباراة وسجل 12 هدف.

## مسيرته

### مسيرته مع الأندية
- 2008 - 2009 لعب مع UKS SMS Łódź [الإنجليزية]‏ 10 مباريات سجل خلالها هدف.
- 2009 - 2010 لعب مع Wigry Suwałki [الإنجليزية]‏ 35 مباراة سجل خلالها هدفين.
- 2010 - 2011 لعب مع أركا غدينيا 29 مباراة سجل خلالها هدف.
- 2010 - 2011 لعب مع Stomil Olsztyn S.A. [الإنجليزية]‏ 31 مباراة سجل خلالها 4 أهداف.
- 2012 - 2013 لعب مع ويدزي لودز 5 مباريات.
- 2013 - 2013 لعب مع Okocimski KS Brzesko [الإنجليزية]‏ 13 مباراة.
- 2013 - 2015 لعب مع رتش شوروزو 41 مباراة سجل خلالها 4 أهداف.

## روابط خارجية
- ياكوب كوالسكي على موقع قاعدة بيانات كرة القدم.إي يو (الإنجليزية)
- ياكوب كوالسكي على موقع قاعدة بيانات كرة القدم.إي يو (الإنجليزية)
- ياكوب كوالسكي على موقع Soccerway.com (الإنجليزية)